# Thyssenbrücke (Mülheim an der Ruhr)
Die Thyssenbrücke in Mülheim an der Ruhr ist eine Straßenbrücke. Sie führt die Bundesstraße 223 höhenfrei über die Eisenbahngleise des Güterbahnhofs Mülheim-Styrum. Sie wird von der Straßenbahnlinie 112 befahren.

## Geschichte
Die Thyssenbrücke wurde 1909 gebaut. Nach Novellierung des Eisenbahnkreuzungsgesetzes erfolgte Anfang 1994 die Übernahme durch die Stadt Mülheim.

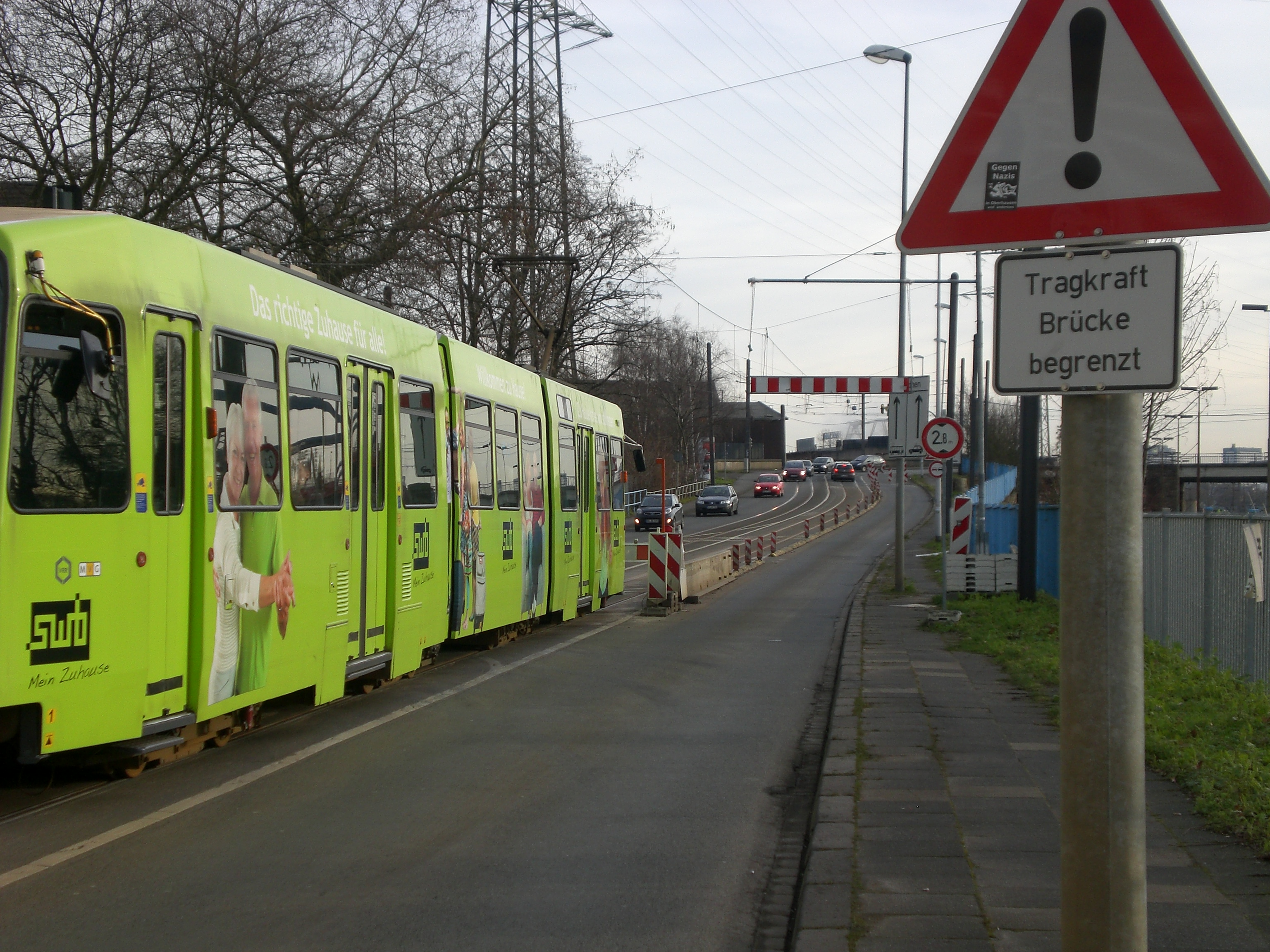
Straßenbahnlinie 112 kurz vor der Brücke, 2015 Die Schranke verhinderte, dass Pkw auf der Straßenbahnspur die Brücke hochfahren.

Trotz aufwendiger Sanierungen 1999 und 2008 ergaben sich erhebliche Einschränkungen der Befahrbarkeit durch LKW und Straßenbahnen. Untersuchungen der Statik führten 2010 zu dem Entschluss, neben der alten eine neue Brücke zu errichten. Die neue Brücke wurde am 30. November 2018 fertiggestellt.